# Orlen Lietuva

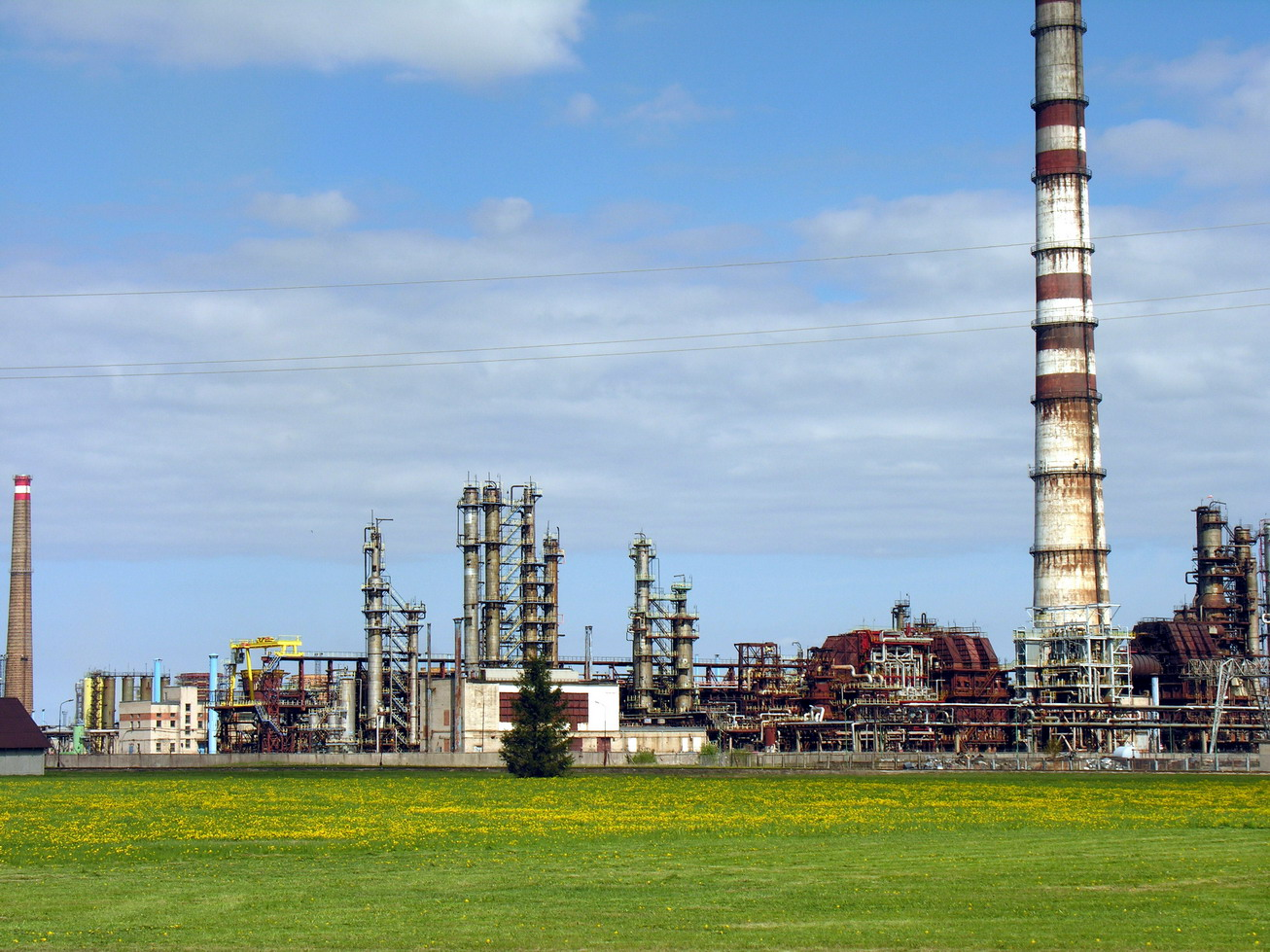
De raffinaderij van Mažeikiai in 2006

Orlen Lietuva is een Litouwse oliemaatschappij. Het beheert de aardolieterminal van Būtingė en een raffinaderij nabij Mažeikiai,  de enige raffinaderij in de Baltische staten. Alle aandelen van het bedrijf zijn in handen van het Poolse PKN Orlen.

## Pijplijnen
Orlen Lietuva beheert een pijpleidingnet met een totale lengte van ongeveer 500 km. Het net bevat onder andere pompstations bij Biržai, een pompstation bij Joniškis en pijpleidingen naar verschillende locaties in Litouwen. De bouw van het net ving aan in 1966. Sinds 1968 wordt olie getransporteerd. In 1992 werd Naftotiekis opgericht voor het beheer van de Litouwse pijpleidingen. In 1998 werd dit bedrijf onderdeel van Mažeikių Nafta, dat in 2009 Orlen Lietuva ging heten.

## Terminal
De aardolieterminal van Būtingė is gesitueerd in een ijsvrij deel van de Oostzee en kan tot 14 miljoen ton ruwe olie per jaar verwerken. De eerste olietanker deed Būtingė in de zomer van 1999 aan. 